# Arinsal
Arinsal – miasto w Andorze, w parafii La Massana. Według danych na rok 2007 liczy 1590 mieszkańców. Znany ośrodek narciarstwa.
W pobliżu miasta znajduje się szczyt górski Pic del Port Vell.